# Bernisches Historisches Museum

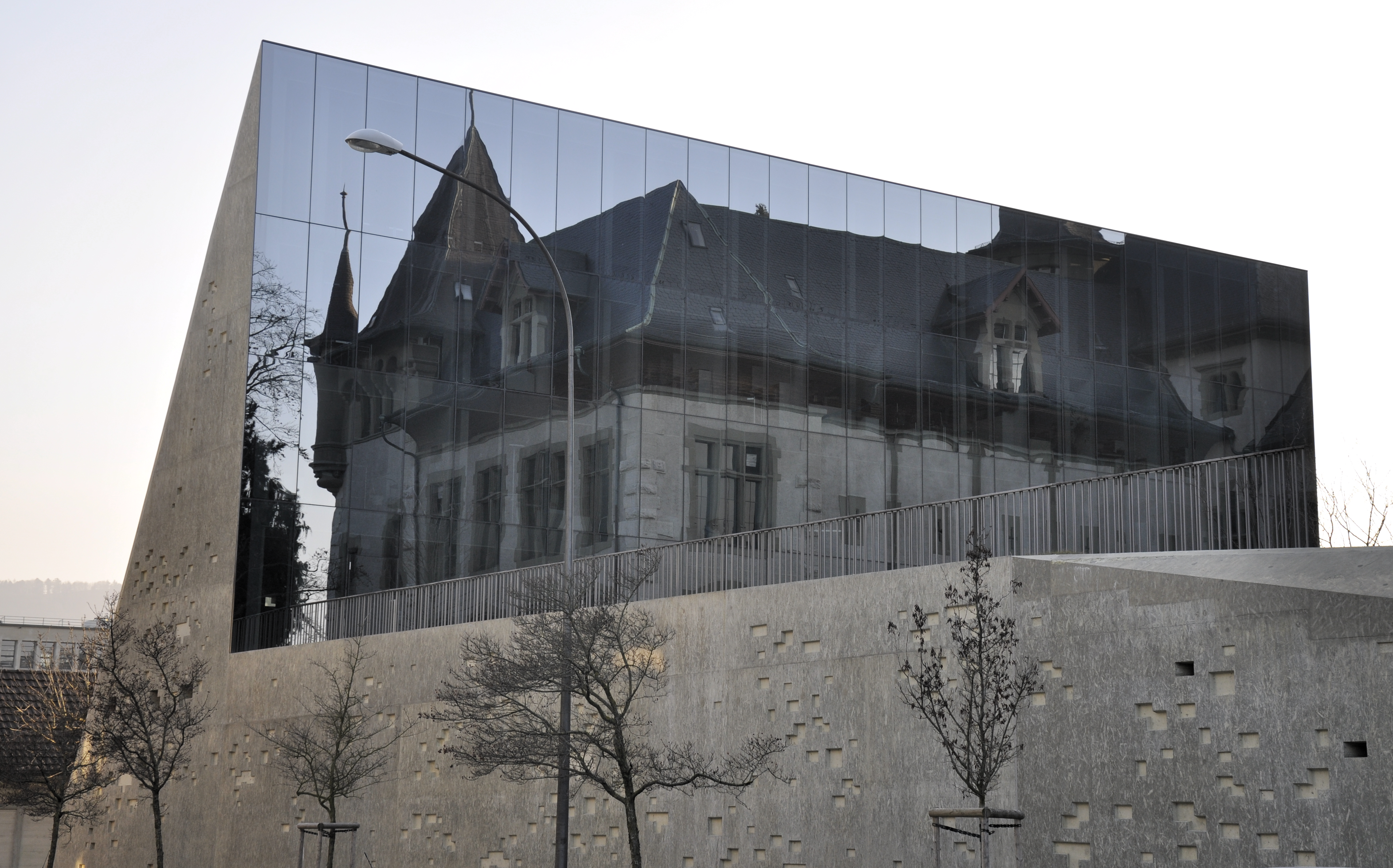
Erweiterungsbau (Foto 2011)

Das Bernische Historische Museum am Helvetiaplatz in Bern ist eines der grössten kulturhistorischen Museen der Schweiz.

## Geschichte
Das Bernische Historische Museum ist eine Stiftung. 1889 gründeten Kanton, Stadt und Burgergemeinde Bern gemeinsam die «Stiftung Schweizerisches Nationalmuseum». Diese wurde 1893 in «Stiftung Bernisches Historisches Museum» umbenannt. Seit 1998 beteiligen sich neben den drei Stiftern auch die Agglomerationsgemeinden an der Finanzierung des Museums.
Der Zweckartikel lautet wie folgt: «Die Stiftung hat den Zweck, vorgeschichtliche, historische und ethnografische Kulturgüter zu sammeln, zu bewahren, zu dokumentieren, zu erforschen und zu vermitteln. Dabei steht das kulturelle Erbe von Stadt und Staat Bern im Zentrum. Die Menschheitsgeschichte in ihrer Vielfalt bildet den Rahmen. Zur Erfüllung des Zweckes betreibt die Stiftung ein Museum. Seine Sammlungen werden der Öffentlichkeit in Dauer- und Wechselausstellungen zugänglich sowie für Bildung und Wissenschaft nutzbar gemacht. Die Stiftung kann weitere Tätigkeiten ausüben, die der Zweckerfüllung dienen oder damit in Zusammenhang stehen.»

## Sammlung
Das Bernische Historische Museum besitzt umfangreiche Sammlungen zur Ur- und Frühgeschichte im Kanton Bern, zur Geschichte der Stadt und des Kantons Bern sowie eine bedeutende ethnographische Sammlung, deren Grundstock 1873 durch die Schenkung des Archäologen Gustav von Bonstetten gelegt wurde. Erwähnenswert sind die Burgunder Tapisserien, die während der Burgunderkriege dem burgundischen Herzog Karl dem Kühnen abgenommen wurden. Die 1986 geborgenen Fragmente des sogenannten Berner Skulpturenfunds gehören zu den Attraktionen des Museums. Insgesamt besitzt das Museum rund 500'000 Objekte. Von 1954 bis Januar 2009 war eine Zweigstelle des Museums im Schloss Oberhofen untergebracht.
1914 stiftete Henri Moser seine sehr umfangreiche «orientalische Sammlung Henri Moser Charlottenfels» mit der Verpflichtung diese zu pflegen und auszustellen. Um das zu ermöglichen, erhielt das Museum gleich auch eine Stiftung für einen Erweiterungsbau. Von dieser Sammlung ist aktuell nur ein Teil ausgestellt, die entsprechenden Räume werden zum Teil anders verwendet.

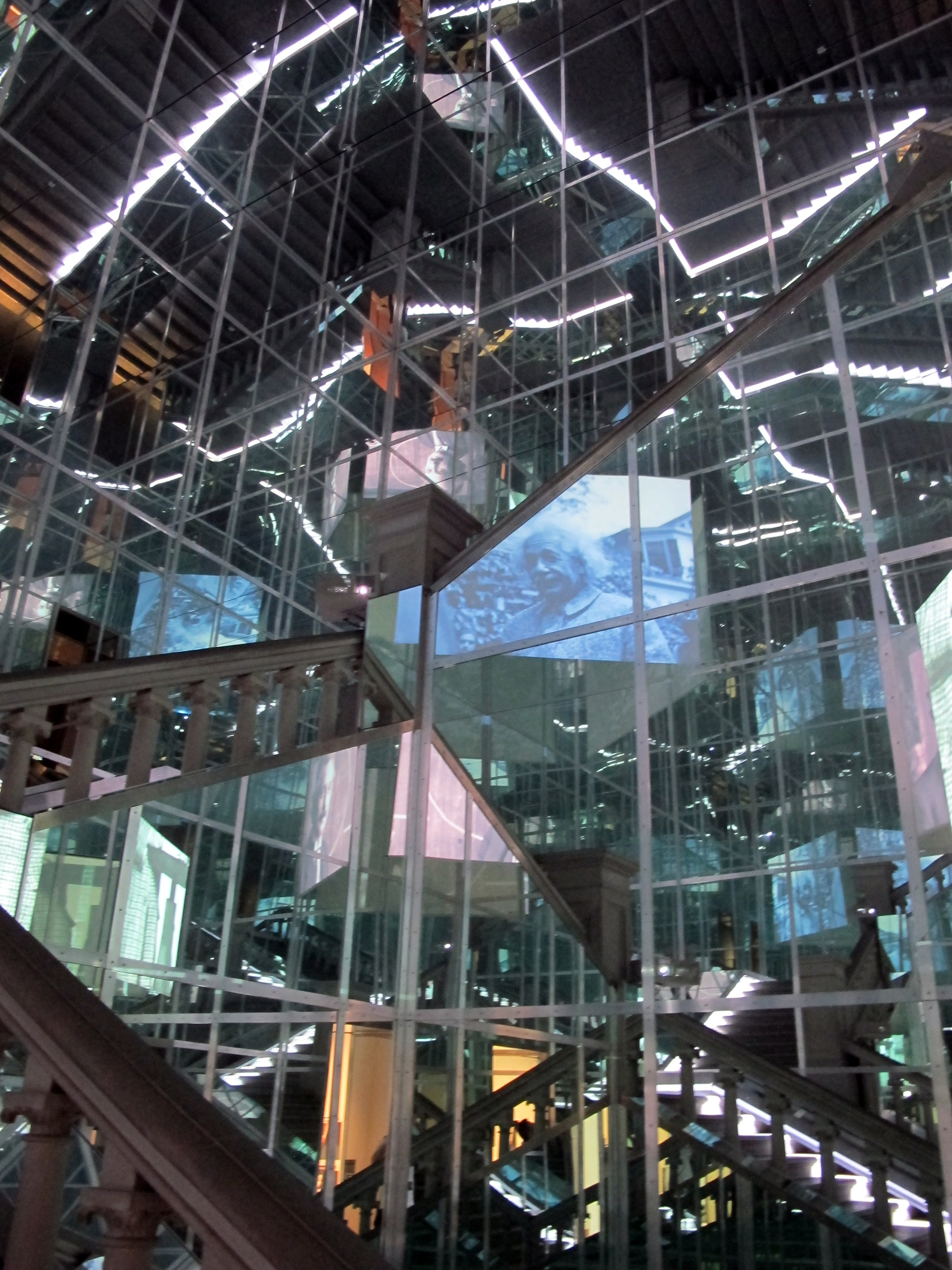
Treppenhaus im Einstein-Museum

2005 wurde im Museum das Einstein-Museum eingerichtet., welches auf rund 1000 m² das Leben des Physikers präsentiert. Rund 550 Originalobjekte und Reproduktionen, 70 Filme und zahlreiche Animationen sind ausgestellt und illustrieren Einstein und seine Zeit.
Das Museum war seit 1929 im Besitze der  «Ekeko»-Figur. Der Schweizer Naturforscher Johann Jakob von Tschudi eignete sich die Figur im Jahr 1858 in Bolivien unrechtmässig an. Im November 2014 gab das Museum nach längeren Restitutionsverhandlungen die Statue dem Nationalen Museum für Archäologie in La Paz zurück.

## Gebäudegeschichte
Das Gebäude wurde von Ende 1892 bis 1894 im Berner Kirchenfeldquartier im Stil des Historismus errichtet nach den Plänen von André Lambert durch Eduard von Rodt und Paul Adolphe Tièche und sollte ursprünglich das Schweizerische Landesmuseum beherbergen. Diese Einrichtung wurde schliesslich gemäss der Entscheidung der Bundesversammlung in Zürich angesiedelt. Später wurde die Dachkonstruktion verändert und die Dachhaut erneuert. Anfang Dezember 2008 wurde der neue Ausstellungssaal mit einer Sonderausstellung über Leben und Werk des Berner Universalgelehrten Albrecht von Haller eingeweiht. Mitte Juni 2009 wurde der Erweiterungsbau zum Museum (Kubus/Titan) eröffnet, der neben Büroräumlichkeiten, einen 1000 m² grossen Wechselausstellungssaal und 2000 m² Kulturgüterschutzräume beinhaltet. Vor dem Haupteingang des Gebäudes auf dem Helvetiaplatz steht das Welttelegrafen-Denkmal.

## Direktoren
- 1893–1905: Karl Hermann Kasser
- 1905–1907: Heinrich von Niederhäusern-Gobat
- 1907–1910: Jakob Wiedmer-Stern
- 1910–1948: Rudolf Wegeli
- 1948–1961: Michael Stettler
- 1961–1982: Robert L. Wyss
- 1982–1984: Heinz Matile (ad interim)
- 1984–1997: Georg Germann
- 1997–2009: Peter Jezler
- 2010–2020: Jakob Messerli
- seit 2020: Thomas Pauli-Gabi

## Sonderausstellungen (Auswahl)
- 1982: Gesichter. Griechische und römische Bildnisse aus Schweizer Besitz
- 2003: Von Krieg und Frieden. Bern und die Eidgenossen
- 2008: Karl der Kühne
- 2009: Kunst der Kelten
- 2013: Qin – Der unsterbliche Kaiser und seine Terrakottakrieger
- 2014: Die Pfahlbauer – Am Wasser und über die Alpen. Im Rahmen dieser Wechselausstellung wurden die auf dem Schnidejoch gefundenen Artefakte vom 3. April bis 26. Oktober 2014 erstmals ausgestellt.[10][11]
- 2017/18: 1968 Schweiz
- 2019–2021: Homo migrans. Zwei Millionen Jahre unterwegs (bis 31. Januar 2021)
- 2024–2025: Und dann kam Bronze!

## Museumsquartier Bern
Das Bernische Historische Museum ist Mitglied im Verein Museumsquartier Bern, der seit Juni 2021 die organisatorische Klammer für die Zusammenarbeit der Kulturinstitutionen im Museumsquartier bildet.